# Stève Ravussin
Stève Ravussin, né le 23 décembre 1968 à Épalinges, est un navigateur suisse originaire du canton de Vaud.

## Biographie
En 1998, il prend le départ de sa première Route du Rhum à la barre de Tiga IV,. Il est le premier de sa catégorie (multicoque de 40 pieds) à franchir la ligne d'arrivée en Guadeloupe. 
L'année suivante, il participe à se première Transat Jacques Vabre en embarquant à bord de Groupama aux côtés de Franck Cammas. Le duo décroche la seconde place à l'arrivée à Carthagène. Deux ans plus tard, l'équipage remporte la Route du Café.
En 2002, lors de la Route du Rhum, le navigateur se place en tête mais voit ses espoirs anéantis deux jours avant l'arrivée à la suite d'un chavirage à 734 miles de Pointe-à-Pitre,. 
Tenant du titre, le skipper prend en 2003 le départ d'une nouvelle Transat Jacques Vabre à bord de Banque Covefi aux côtés de son frère Yvan. Victime d'un problème technique peu de temps après le départ, le duo arrive à la quatorzième position à Salvador de Bahia,.
En 2005, il remporte la Nokia Oops Cup puis, en novembre 2005, il s'attaque à nouveau à la Route du Café à bord d'Orange Projet, de nouveau aux côtés de son frère. Le 8 novembre 2005, soit moins de deux jours après le départ, le trimaran chavire et l'équipage abandonne,.
En 2007, il retrouve Franck Cammas pour l'accompagner sur la Transat Jacques-Vabre à bord de Groupama 2. En plus de remporter la course, le duo établit également un nouveau record en reliant Le Havre et Salvador de Bahia en dix jours, 38 minutes et 42 secondes,. Par la suite, le skipper suisse rejoint l'équipage de Groupama pour le trophée Jules-Verne. Lors de sa première tentative en 2008, l'équipage est contraint à l'abandon à la suite du chavirage du multicoque,. L'année suivante, une avarie force de nouveau l'équipage à renoncer au record. En 2010, le skipper suisse et ses camarades remportent enfin le trophée Jules-Verne en améliorant le record de plus de deux jours,.

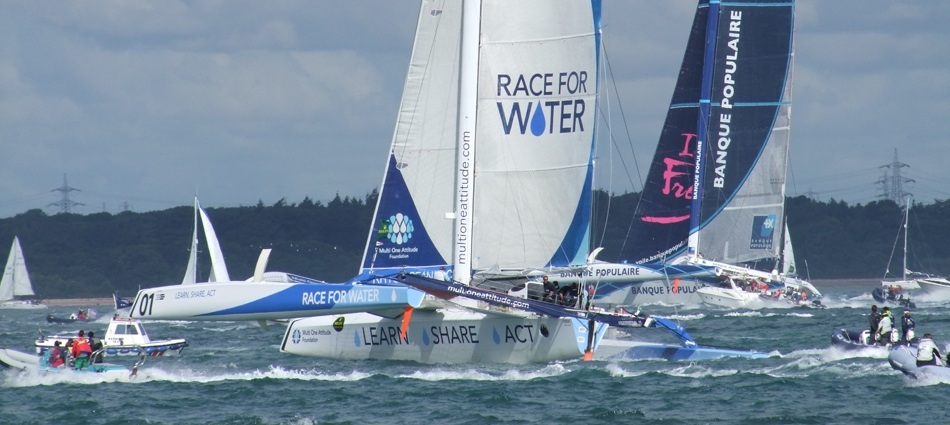
Le nouveau trimaran du skipper suisse lors de la Fastnet Race 2011.

En 2011, il met à l'eau son nouveau trimaran Race for Water, premier trimaran de la catégorie Multi One Design. Quelques mois plus tard, le navigateur suisse et son voilier remportent les Krys Match.
En 2015, il skippe Race for Water pour l'expédition Race for water. Le 12 septembre 2015, le trimaran et son équipage mené par le skipper suisse chavire à moins de 100 milles de l'archipel de Palau. Les marins sont secouru deux jours plus tard par un navire du territoire britannique de l'océan Indien. Le trimaran est quant à lui remorqué à l'envers jusqu'à la base de Diego Garcia, puis convoyé sous gréement de fortune jusqu'à Malé aux Maldives, puis transporté jusqu'à Lorient en cargo,.

## Palmarès
- 1998 :
  - 1er de la Route du Rhum (17e du classement général)
- 1999 :
  - 2e de la Transat Jacques Vabre
- 2001 :
  - 1er de la Transat Jacques Vabre
- 2003 :
  - 13e de la Transat Jacques Vabre
- 2004 :
  - 10e de la Transat anglaise[29]
- 2007 :
  - 1er de la Transat Jacques Vabre
- 2011 :
  - 1er des Krys Match

## Autres
- 2002 : 20e du Rallye Orpi Maroc en tant que copilote d'Isabelle Patissier[30]
- 2003 : Participation au rallye Dakar en tant que copilote d'Isabelle Patissier, abandon à la 8e étape[31]